# John Denver's Greatest Hits, Volume 3
John Denver's Greatest Hits, Volume 3 è, come dice il titolo stesso, il terzo album che contiene i Best of del cantante statunitense John Denver. È stato pubblicato nel novembre 1984 da parte dell'etichetta storica dell'artista, la RCA.

## Tracce

### Lato uno
1. How Can I Leave You Again*
2. Some days Are Like Diamonds (Some Days Are Stones)
3. Shanghai Breezes*
4. Seasons Of The heart*
5. Perhaps Love*
6. Love Again*

### Lato due
1. Dancing With The Mountains*
2. Wild Montana Skies*
3. I Want To Live*
4. The Gold And Beyond*
5. Autograph*

(* Composta da John Denver)